# Minna Nikkanen
Pour les articles homonymes, voir Nikkanen.
Minna Nikkanen (née le 9 avril 1988 à Somero en Finlande) est une athlète finlandaise spécialiste du saut à la perche.

## Carrière
Championne d'Europe juniors et vice-championne d'Europe espoirs, elle est finaliste aux Championnats d'Europe en salle de Paris en 2011 et aux Championnats du monde de Pékin en 2015.
Ses records personnels sont de 4,60 m, réalisés en plein air en 2015 et en salle en 2011. Elle égale cette marque en finale des Championnats du monde 2015 de Pékin au premier essai. En 2016, elle réalise 4,35 m et 4,50 m : elle est devancée les deux fois par sa compatriote Wilma Murto. Le 13 février 2016, Nikkanen franchit une barre à 4,61 m, nouveau record personnel en salle.
Le 9 juillet 2016, Nikkanen se classe 9e de la finale des Championnats d'Europe d'Amsterdam avec un saut à 4,45 m. 

### Saison 2017
Elle ouvre sa saison 2017 lors du meeting de Tignes (France) où elle franchit 4,51 m, seulement battue par Wilma Murto (4,66 m).
Elle s'entraine à Turku.

## Palmarès
| Date | Compétition                       | Lieu           | Résultat | Marque |
| ---- | --------------------------------- | -------------- | -------- | ------ |
| 2007 | Championnats d'Europe juniors     | Hengelo        | 1re      | 4,35 m |
| 2009 | Championnats d'Europe par équipes | Bergen         | 2e       | 4,10 m |
| 2009 | Championnats d'Europe espoirs     | Kaunas         | 2e       | 4,45 m |
| 2011 | Championnats d'Europe en salle    | Paris          | 4e       | 4,60 m |
| 2012 | Finnkampen                        | Stockholm      | 2e       | 4,22 m |
| 2013 | Finnkampen                        | Stockholm      | 2e       | 4,41 m |
| 2014 | Championnats d'Europe             | Zurich         | 7e       | 4,35 m |
| 2014 | Finnkampen                        | Helsinki       | 1re      | 4,52 m |
| 2015 | Championnats d'Europe par équipes | Tcheboksary    | 4e       | 4,40 m |
| 2015 | Championnats du monde             | Pékin          | 10e      | 4,60 m |
| 2015 | Finnkampen                        | Stockholm      | 1re      | 4,46 m |
| 2016 | Championnats d'Europe             | Amsterdam      | 9e       | 4,45 m |
| 2016 | Jeux olympiques                   | Rio de Janeiro | 13e      | 4,55 m |
| 2016 | Finnkampen                        | Tampere        | 3e       | 4,37 m |
| 2017 | Championnats d'Europe en salle    | Belgrade       | 6e       | 4,55 m |
| 2017 | Championnats d'Europe par équipes | Vaasa          | 2e       | 4,30 m |

## Records
| Épreuve          | Épreuve   | Performance | Lieu           | Date                     |
| ---------------- | --------- | ----------- | -------------- | ------------------------ |
| Saut à la perche | Plein air | 4,60 m (NR) | Kuortane Pékin | 8 août 2015 26 août 2015 |
| Saut à la perche | Salle     | 4,61 m      | Växjö          | 13 février 2016          |